# 浦志強

浦 志強（日本語読み：ほ しきょう、プー・チーチャン1965年1月17日 - ）は、中華人民共和国の著名な弁護士。北京市の華一律師事務所所属。六四天安門事件ではハンガー・ストライキに参加した。。

## 概要
1965年1月17日、河北省唐山市の灤県生まれ。1982年、南開大学歴史学部入学。1986年に卒業後、河北省の河北物資学校の歴史教師として赴任した。1991年中国政法大学の法学修士を取得。
1995年に弁護士資格を取得し、1997年、32歳で弁護士として起業し，金融、民事、企業破産法などの領域で活躍している。2000年から2003年まで北京広播学院の法律学部で教鞭を執っている。

## 弁護士としての活動
- 名誉毀損で訴えられた『中国農民調査』の作家の陳桂捸と呉春桃（原告は本の主人公の1人の元安徽省阜陽市臨泉県党委員会書記・張西徳）や北京文学雑誌社の編集委員・肖夏林（原告はベストセラー『文化苦旅』で有名な作家の余秋雨）、収賄罪で服役した元南方都市報副編集長の喩華峰などの訴訟代理人を務めた[5]

- 光明集団の元法人代表馮永明の弁護人も務めた[6]。

- また、芸術家艾未未の行政不服審査の代理人を引き受けた。この時、自身の弁護士事務所が北京市公安局により家宅捜索に遭っている。[7]。

- 2014年5月3日、六四天安門事件の真相調査を求める内輪の研究会に出席したが、北京市公安局に拘束され、「騒動挑発」と「個人情報の不法取得」の両容疑で13日、正式に逮捕された[8]。なお、この事件に関連して日本経済新聞重慶支局の中国人助手が拘束されている[9]。その後、2015年12月14日に北京市第２中級人民法院で初公判が開かれ、浦氏側は起訴事実を否認した。検察側は、浦氏が微博上で共産党や政府のウイグル民族政策などを批判したことが、「民族の団結を破壊し、社会に悪影響を与えた」と主張した一方、浦氏は書き込みをしたことは認めつつ、「騒ぎを引き起こす目的はなかった」と反論した[10]。判決公判が22日に開かれ、北京市第2中級人民法院（地裁）は懲役3年、執行猶予3年の判決を言い渡した。浦氏は上訴しない考えを示した[11]。

## リンク
- 浦志強のTwitter（中文）
- 浦志強のブログ（中文）